# Перевантажувальний пункт

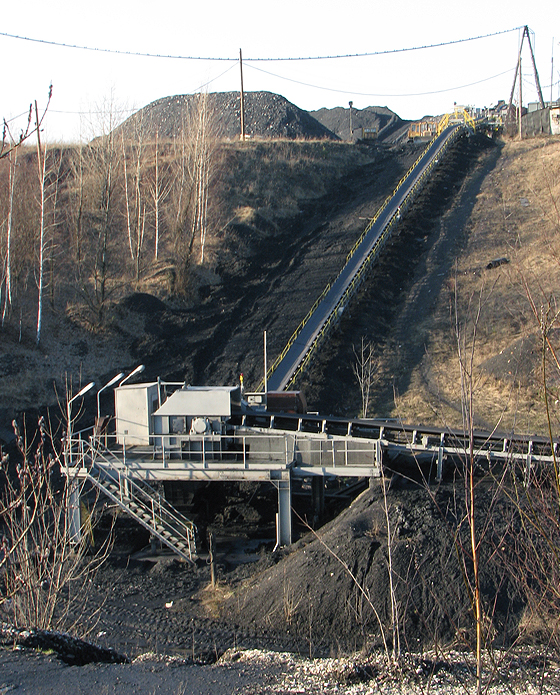
Перевантажувальний пункт на конвеєрній лінії

Перевантажувальний пункт (у кар'єрі) англ. transfer point (in an open pit), нім. Übergabestation f, Übergabestelle f (im Tagebau)) – майданчик з розташованими на ньому спорудами, устаткуванням (естакада, склад, дробильний вузол та ін.) і транспортними комунікаціями, що служить для перевантаження гірничої маси з одного виду транспорту на інший. П.п. з’єднує різні за параметрами вантажопотоки або види транспорту. П.п. створюють на концентраційному горизонті, на який звозиться гірнича маса з 3–5 робочих уступів. Після поглиблення кар’єру на певну величину здійснюється перенесення П.п. Крок перенесення визначається витратами на транспортування гірн. маси і вартістю спорудження П.п. (раціональна величина кроку 40–80 м). Найбільше поширення П.п. отримали на глибоких кар’єрах, де використовується комбінований автомобільно-конвеєрний транспорт (циклічно-потокова технологія).